# Shari'a
     Paesi membri dell'Organizzazione della cooperazione islamica dove non gioca alcun ruolo nel sistema giuridico.
     Paesi dove si applica la sharia per questioni private (per esempio matrimonio, divorzio, eredità e custodia dei figli).
     Paesi dove la sharia è applicata in pieno sia per questioni private sia per le procedure penali.
     Paesi dove la sharia è applicata con variazioni a livello regionale.

Paesi membri dell'Organizzazione della cooperazione islamica dove non gioca alcun ruolo nel sistema giuridico.
Paesi dove si applica la sharia per questioni private (per esempio matrimonio, divorzio, eredità e custodia dei figli).
Paesi dove la sharia è applicata in pieno sia per questioni private sia per le procedure penali.
Paesi dove la sharia è applicata con variazioni a livello regionale.

La Shariʿa o sharia, in italiano anche sciaria (in arabo شريعة‎? sharīʿa 'legge'; letteralmente "strada battuta", "il cammino che conduce alla fonte a cui abbeverarsi"), è il complesso di regole di vita e di comportamento dettato da Allah per la condotta morale, religiosa e giuridica dei suoi fedeli. È un concetto suscettibile di essere interpretato in chiave metafisica o pragmatica. Nel significato metafisico, la sharīʿa è la Legge di Allah  e, in quanto sua rivelazione diretta, rimane assoluta e incontestabile dagli uomini.
Nel suo aspetto pratico, il fiqh, ovvero la scienza giuridica islamica, rappresenta lo sforzo interpretativo volto a determinare la volontà di Allah. La letteratura prodotta dai giuristi (faqīh; pl. fuqahāʾ) costituisce quindi opera di fiqh, distinta dalla sharīʿa in senso stretto. Fin dalle origini della storia islamica, la sharīʿa è stata affiancata dal diritto consuetudinario, ed elaborata attraverso fatwa emesse da giuristi qualificati secondo le diverse scuole giuridiche, integrandosi con normative dei governanti musulmani. È stata applicata dai tribunali fino alla diffusione del laicismo in epoca contemporanea. La teoria classica riconosce quattro fonti principali della sharīʿa: il Corano, la Sunnah, l'ijmāʿ (consenso dei dotti religiosi) e il qiyās (ragionamento analogico). Distingue tra norme rituali e norme sui rapporti sociali (inclusi diritto di famiglia, economia e diritto penale), e classifica le azioni in cinque categorie: obbligatorie, raccomandate, neutre, disapprovate e proibite. La sharīʿa regola anche ambiti oggi considerati privati, come fede, culto, etica, abbigliamento e stile di vita, affidando al potere politico il compito di tutelarne l’osservanza.
In risposta ai mutamenti sociali e culturali, si sono sviluppate scuole giuridiche (Madhhab) che riflettono le preferenze di specifiche società e contesti. Le principali scuole sunnite – hanafita, malikita, shafiʿita e hanbalita – hanno elaborato metodologie autonome basate sull'ijtihād, lo sforzo interpretativo individuale. Anche lo sciismo adottò l'ijtihād, dando origine a una propria tradizione giuridica e politica, distinta fin dalle origini, secondo la narrazione sciita. Sebbene la sharīʿa sia spesso rappresentata dagli islamisti contemporanei come sistema di governo, alcuni studiosi moderni ritengono che il primo periodo dell’Islam non fosse dominato dalla sharīʿa, ma segnato da un’espansione araba a carattere secolare, e che l’identità islamica si sia consolidata solo in seguito.
Nel XXI secolo, gli approcci alla sharīʿa sono molto diversificati. I fondamentalisti ne promuovono l’attuazione integrale, mentre i modernisti ne sostengono una reinterpretazione compatibile con i diritti umani, la democrazia e i diritti delle minoranze e delle donne. Alcune norme tradizionali sono considerate incompatibili con i principi di uguaglianza e libertà, e in molti paesi musulmani il diritto islamico è stato adattato a modelli europei, soprattutto nel diritto di famiglia. La "rinascita islamica" del XX secolo ha rilanciato richieste di piena applicazione della sharīʿa, comprese le punizioni ḥudūd, attraverso strategie che vanno dalla mobilitazione civile al terrorismo.
Alcune delle pratiche della sharia sono state ritenute incompatibili con i diritti umani, con l'uguaglianza di genere e con la libertà di parola ed espressione.

## Etimologia e uso

### Uso contemporaneo
La parola sharīʿa è utilizzata dalle popolazioni di lingua araba del Medio Oriente per designare una religione profetica nella sua totalità. Ad esempio, sharīʿat Mūsā significa "legge" o "religione di Mosè", e sharīʿatu-nā può indicare "la nostra religione" in riferimento a qualsiasi fede monoteistica. Nel contesto islamico, con sharīʿa si intende l’insieme delle norme religiose e giuridiche che regolano la vita del musulmano secondo la volontà divina.
Per molti fedeli, la parola significa semplicemente "giustizia", e viene applicata a qualsiasi legge che promuova l’equità e il benessere sociale.
Nel Sufismo e nei rami dell’Islam da esso influenzati, come l’Ismailismo e l’Alawismo, la sharīʿa rappresenta il primo stadio del percorso spirituale verso Dio. Essa costituisce la prima delle Quattro Porte, seguita da Tariqa, Maʿrifa e Haqīqa. Ogni porta comprende dieci livelli che il derviscio deve attraversare.
L’accademico Jan Michiel Otto ha individuato quattro significati principali della sharīʿa nei discorsi contemporanei:
- sharīʿa divina e astratta: un concetto teorico e sovrumano, soggetto a diverse interpretazioni umane.
- sharīʿa classica: il corpo di regole e principi elaborati dai giuristi religiosi nei primi due secoli dopo Maometto, comprensivo dell’ijtihād.
- sharīʿa storica: l’intero patrimonio giuridico sviluppato e trasmesso in oltre mille anni, dalla chiusura dell’ijtihād fino all’età moderna.
- sharīʿa contemporanea: le pratiche, interpretazioni e applicazioni attuali, spesso influenzate da migrazioni, modernizzazione e nuove tecnologie, che hanno ridimensionato il ruolo delle scuole giuridiche tradizionali.

Un termine collegato, al-qānūn al-islāmī (القانون الإسلامي, diritto islamico), adottato per influenza europea alla fine del XIX secolo, è oggi usato nel mondo musulmano per riferirsi a un sistema giuridico nel contesto di uno stato moderno.

### Etimologia
I significati principali della parola araba sharīʿa derivano dalla radice consonantica š-r-ʿ. Gli studi lessicografici individuano due ambiti semantici originari, privi di connotazioni religiose. Il primo riguarda il contesto pastorale o nomade, dove il termine indica il punto di abbeveraggio presso una sorgente o un corso d’acqua permanente. Il secondo si riferisce a concetti di “allungamento” o “stendersi”.
Il termine è affine all’ebraico sāraʿ שָׂרַע e potrebbe essere all’origine del significato di “via” o “sentiero”. Alcuni studiosi lo interpretano come un arcaico termine arabo che indica il “percorso da seguire” – concetto analogo all’ebraico Halakha ("la via da percorrere") – oppure come “sentiero verso la pozza d’acqua”, simbolo vitale in un contesto desertico, da cui deriverebbe l’uso metaforico per indicare il cammino verso la vita retta e ordinata da Dio.

## Natura della sharī‘a
In alcuni Paesi a maggioranza islamica (quali Iran e Arabia Saudita) vi è il recente tentativo di intendere la sharīʿa non già quale codice di leggi comportamentali o consuetudinarie, bensì quali norme di diritto positivo; peraltro, la stessa sharīʿa distingue le norme riguardanti il culto e gli obblighi rituali da quelle di natura più giuridica.
Sebbene in alcuni Stati a maggioranza musulmana la sharī‘a venga considerata come una fonte di diritto positivo, nell'Islam delle origini e per molti studiosi attuali (tra i quali Ṭāriq Ramaḍān) essa è più propriamente un codice di comportamento etico che dovrebbe essere privo di potere coercitivo.
L'islam riconosce l'Antico Testamento della Bibbia come testo religioso sacro, secondo per importanza al Corano che chiarisce e completa la Rivelazione di Allah ai profeti. Le fonti normative del Corano prevalgono pertanto su tutta la tradizione biblica precedente.

## Origini storiche
Secondo la prospettiva musulmana tradizionalista (Atharī), i principali precetti della sharīʿa furono trasmessi direttamente dal profeta Maometto senza un vero e proprio sviluppo storico nel senso occidentale del termine, e anche l’emergere di una giurisprudenza islamica (fiqh) risalirebbe ai tempi della sua vita. Secondo tale prospettiva, i compagni del Profeta e i suoi seguaci presero come modello la sunnah – ciò che Maometto aveva fatto e approvato – e trasmisero tali norme comportamentali alle generazioni successive attraverso gli hadith (lett. "racconti"). Gli hadith condussero le prime comunità islamiche dapprima a discussioni informali, quindi allo sviluppo di un pensiero giuridico sistematico, soprattutto tra l'VIII e il IX secolo grazie al lavoro dei grandi giuristi Abu Hanifa, Malik ibn Anas, al-Shafi'i e Ahmad ibn Hanbal, considerati i fondatori delle scuole giuridiche sunnite (madhāhib) hanafita, malikita, shafiʿita e hanbalita.

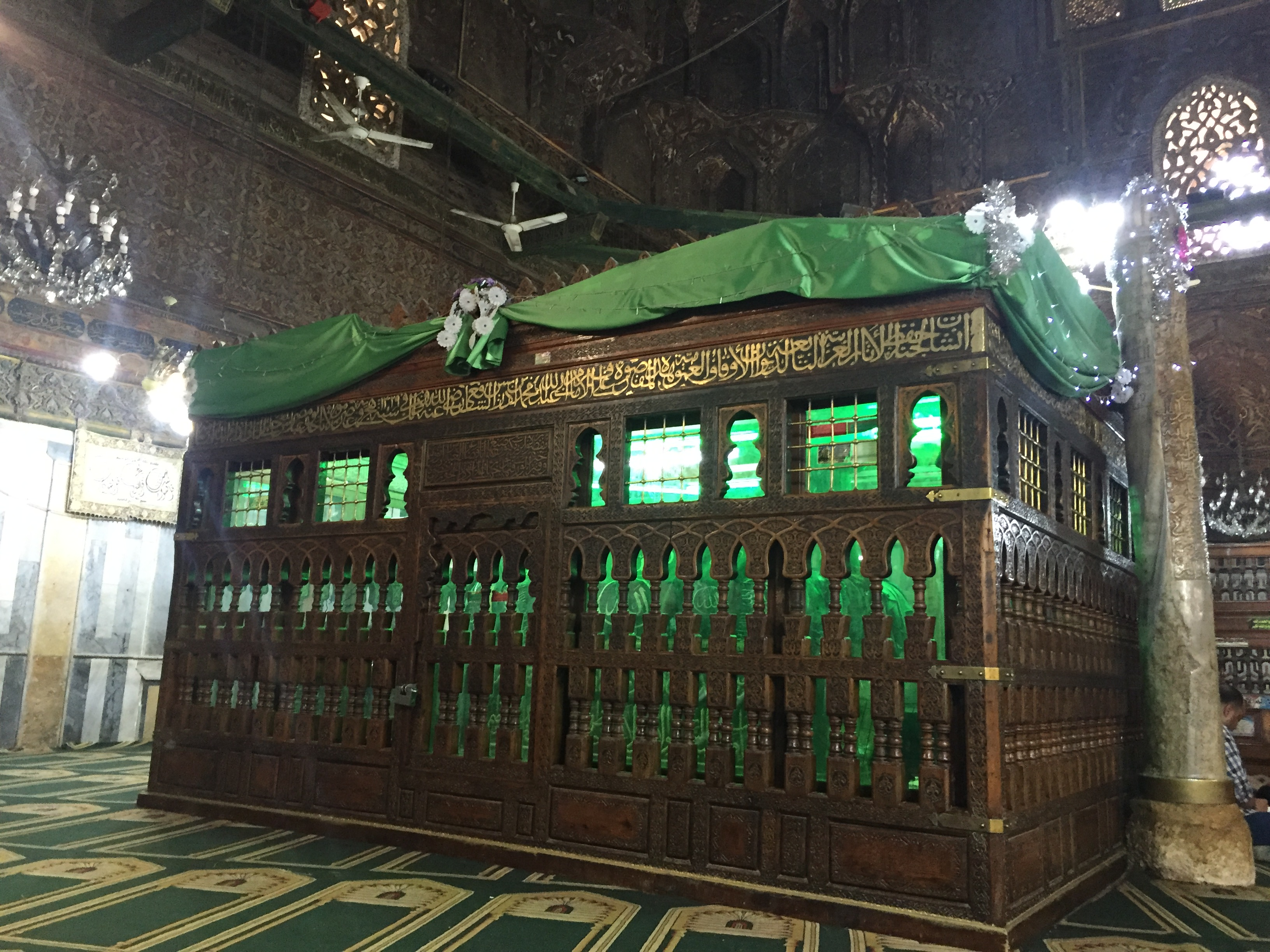
Tomba dell’Imam al-Shafiʿi al Cairo, morto nel 820 d.C./204 H

Gli storici moderni hanno invece proposto teorie alternative riguardo alla formazione della giurisprudenza islamica, pur accettando in linea generale il racconto tradizionale. Alla fine del XIX secolo, Ignác Goldziher avanzò un’ipotesi revisionista, ulteriormente sviluppata da Joseph Schacht a metà del XX secolo. Questi studiosi sostennero che i primi musulmani, conquistando popolazioni con leggi già esistenti, nel formulare norme giuridiche consideravano il Corano e gli hadith profetici solo come una delle fonti giuridiche. Ad esempio, una delle prime grandi opere di fiqh — Muwatta Imam Malik — contiene 429 hadith di Maometto ma 750 attribuiti a Compagni, Successori e altri, accanto a opinioni personali dei giuristi, prassi legali delle popolazioni conquistate e decreti dei califfi.
Secondo questa teoria, la maggior parte degli hadith canonici fu composta in epoca posteriore, nonostante gli sforzi per eliminare falsificazioni. Una volta accettata la necessità di fondare le norme giuridiche sugli hadith, i loro sostenitori ampliarono le catene di trasmissione fino ai compagni di Maometto. Secondo questa interpretazione, il vero architetto della giurisprudenza islamica fu al-Shafi'i, che nell’opera Al-Risala formulò elementi teorici fondamentali e sottolineò la necessità di fondare le norme giuridiche sulle fonti scritturali, benché fosse stato preceduto da un corpo giuridico non centrato sugli hadith.
Alcuni precursori della sharīʿa e dei rituali islamici si trovano nelle religioni arabe preislamiche. Pratiche come Hajj, salāt e zakāt sono documentate in iscrizioni safaitico-arabe anteriori all’Islam, e la continuità si riscontra in molti dettagli, specialmente nei rituali dell'hajj e della ʿumra odierni. Anche il velo femminile, che distingue tra donne libere e schiave, riflette analoghe distinzioni preislamiche.

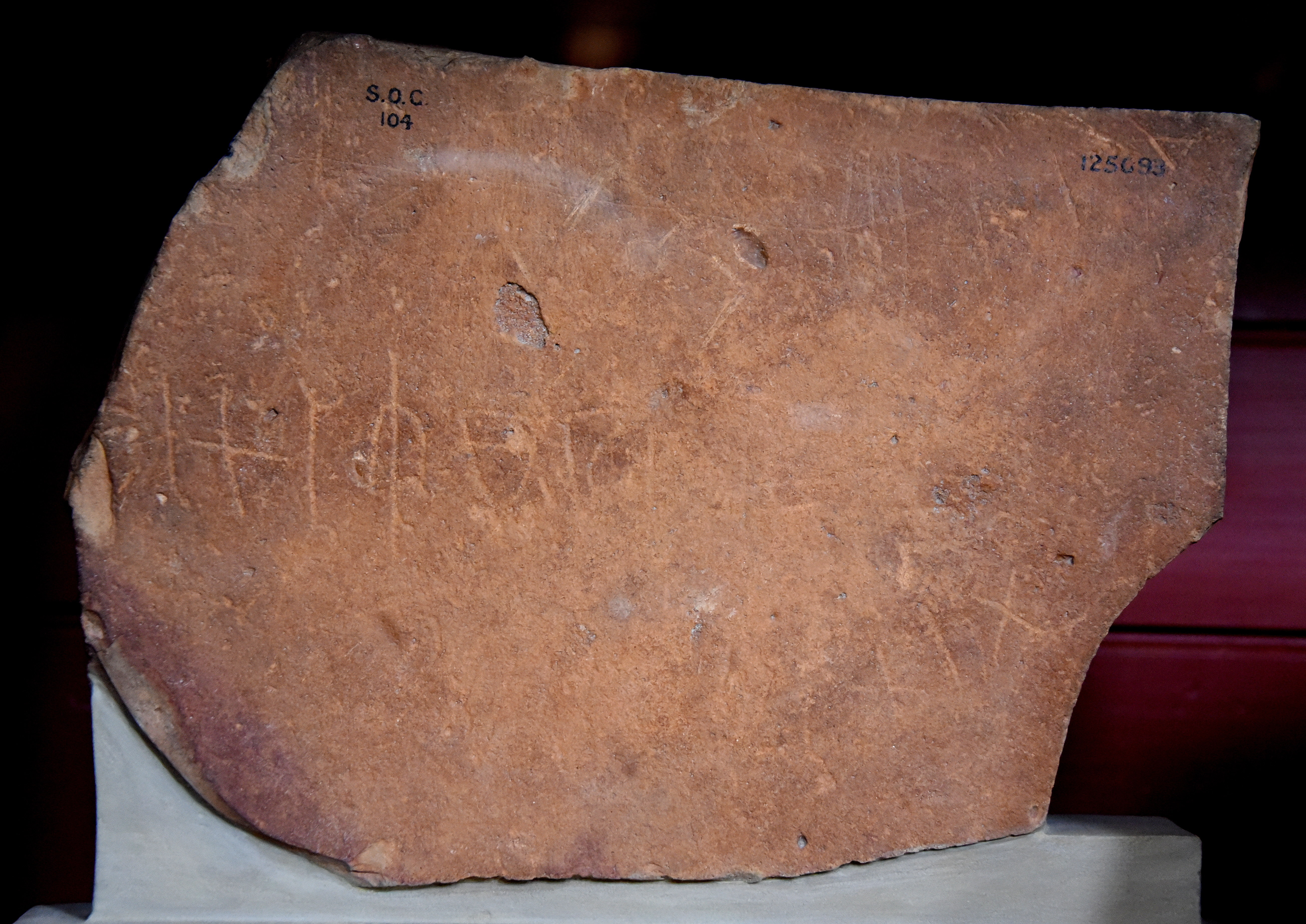
Scrittura safaitica con figura di cammello incisa su frammento di arenaria rossa da es-Safa, conservato al British Museum

Il Qisas era una pratica preislamica per risolvere conflitti intertribali basata sulla "condizione di equivalenza sociale", che prevedeva la consegna alla famiglia della vittima di un membro della tribù dell’omicida, con modalità variabili secondo lo status della vittima; in alternativa si poteva pagare un risarcimento (diya). Nell’Islam nacque un dibattito sull’applicabilità della pena capitale a un musulmano per l’uccisione di un non musulmano, basato su Al-Baqara 178.
Gli storici moderni adottano una posizione intermedia sull’origine della giurisprudenza islamica, ritenendo che essa si sia sviluppata da una combinazione di pratiche amministrative, consuetudini e precetti religiosi ed etici islamici. Tale sviluppo avvenne gradualmente in circoli di studio, dove studiosi indipendenti discutevano questioni religiose sotto la guida di un maestro locale. Questi circoli si consolidarono in scuole giuridiche regionali, fondate su principi metodologici comuni, e attribuirono autorità dottrinale a un maestro fondatore. Nei primi tre secoli dell’Islam, tutte le scuole accettarono i principi della teoria giuridica classica, secondo cui la legge islamica doveva basarsi su Corano e hadith.

## Giurisprudenza tradizionale (fiqh)

### Principi della giurisprudenza (uṣūl al-fiqh)

#### Fonti delle norme giuridiche (aḥkām al-sharīʿa)
Fonti della legge islamica sono generalmente considerate il Corano (190 versi su 6236 totali), la Sunna (ovvero gli aḥadīth del Profeta), il consenso della comunità dei credenti (ijma') e l'analogia giuridica (qiyas). La sharīʿa accetta solo le prime due fonti in quanto divinamente prodotte o ispirate. Mentre esiste un solo Corano, esistono diverse raccolte "ufficiali", antiche e tradizionali, di ʾaḥādīth: è questa una delle ragioni da cui segue l'impossibilità teorica di pervenire univocamente alla (vera) sharīʿa. I versi della rivelazione nel Corano sono in maggioranza versi dedicati ad Allah e alle sue qualità predicabili, narrazione di profeti precedenti, e di tipo escatologico.

### Scuole giuridiche

Mappa dell'Islam

Nell'ambito della Sharia con il passare del tempo si sono evolute diverse scuole giuridiche (madhahib) con proprie peculiarità sull'interpretazione della stessa:
- scuola hanafita - in origine presente in Iraq, Khorasan, Transoxiana, oggi anche in Asia Centrale, Afghanistan, India e Pakistan.
- scuola malikita - nel Maghreb, in alcuni paesi dell'Africa subsahariana
- scuola sciafiita - in Bahrein, Indonesia, Arabia meridionale, Yemen, Egitto e Africa orientale.
- scuola hanhalita - in Arabia Saudita.
- scuola ihadita - in Oman, Zanzibar, in alcune zone di Libia, Tunisia, Yemen.
- scuola ismailita - in India e Pakistan.
- scuola zaydita - in Yemen.
- scuola ga'farita imamita o duodecimana - in Iran.

## Sistema giuridico islamico premoderno

### Giuristi

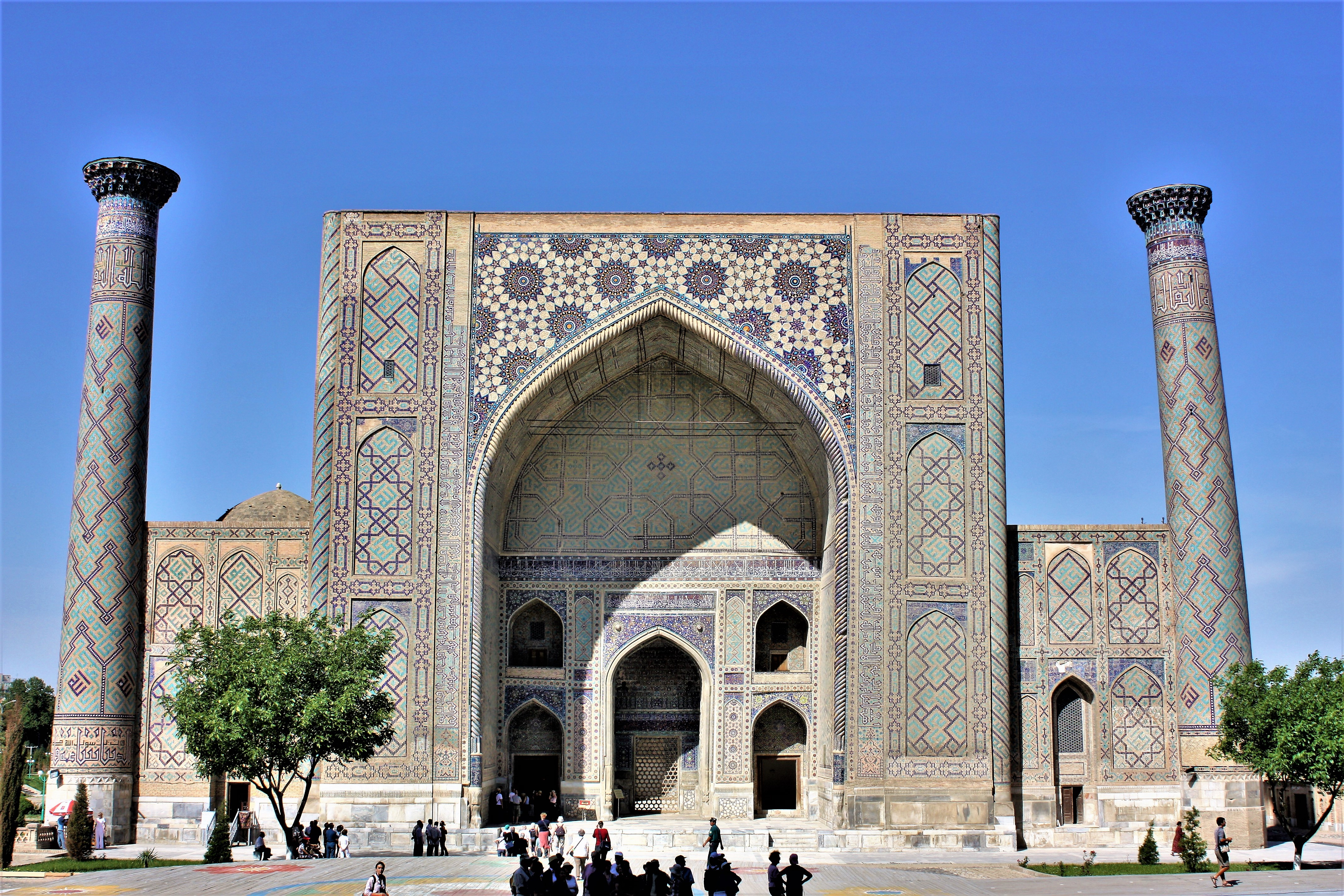
Madrasa Ulugh Beg a Samarcanda, fondata nel 1422

Tradizionalmente, la sharīʿa è sempre stata interpretata dai mufti. Durante i primi secoli dell'Islam, questi erano specialisti legali privati che normalmente svolgevano anche altre occupazioni. Essi emettevano fatwa (pareri legali), generalmente gratuitamente, in risposta a domande di laici o richieste di consulenza da parte di giudici, poste in termini generali. Le fatwa erano regolarmente confermate dai tribunali e, quando ciò non avveniva, era di solito perché questa era contraddetta da un parere legale più autorevole. La statura di questi giuristi islamici era determinata dalla loro reputazione accademica. La maggior parte delle opere giuridiche classiche, scritte da autori-giuristi, si basava in larga parte sulle fatwa di mufti illustri. Queste fatwa funzionavano come forma di precedente legale, a differenza delle sentenze dei tribunali, che erano valide solo per il caso specifico. Sebbene i mufti indipendenti non siano mai scomparsi, a partire dal XII secolo i sovrani musulmani iniziarono a nominare mufti stipendiati per rispondere alle domande della popolazione. Nei secoli, i mufti sunniti vennero gradualmente incorporati nelle burocrazie statali, mentre i giuristi sciiti in Iran si affermarono progressivamente come un'autorità autonoma a partire dall'epoca moderna.
Alle origini, il diritto islamico veniva insegnato in circoli di studio che si riunivano nelle moschee e nelle case private. Il maestro, assistito dagli  studenti più esperti, commentava trattati concisi di diritto ed esaminava la comprensione del testo da parte dei discenti. Questa tradizione continuò ad essere praticata nelle madrasa, diffusesi  tra il X e l'XI secolo. Le madrase erano istituzioni di istruzione superiore dedicate principalmente allo studio del diritto, ma offrivano anche altre materie come teologia, medicina e matematica. Il complesso della madrasa includeva di solito una moschea, un convitto e una biblioteca. La mandrasa si manteneva grazie ad un waqf (fondo caritatevole), che pagava gli stipendi dei professori, le borse di studio degli studenti e le spese di costruzione e manutenzione. Al termine del corso, il professore concedeva una licenza (ijaza) che certificava la competenza dello studente nella materia. Gli studenti specializzati in diritto arrivavano a completare un curriculum che si componeva di studi preparatori, di dottrine di una particolare scuola giuridica (madhhab), di un allenamento alla disputa legale e infine della redazione di una dissertazione, che conferiva loro una licenza per insegnare e rilasciare fatwa.

### Tribunali

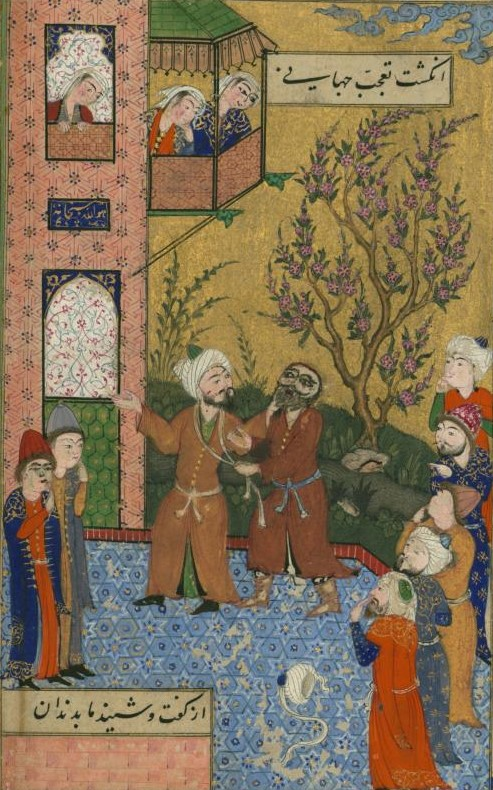
Il poeta Saadi e un derviscio si recano a risolvere la loro disputa davanti a un giudice (miniatura persiana del XVI secolo).

A capo di un tribunale (mahkama) vi era un giudice (Qāḍī). I qāḍī erano formati nel diritto islamico, sebbene non necessariamente al livello richiesto per emettere fatwa. Il personale del tribunale includeva anche numerosi assistenti con vari incarichi. I giudici erano teoricamente indipendenti nelle loro decisioni, sebbene venissero nominati dal sovrano e spesso subissero pressioni da membri della classe dirigente quando erano in gioco i loro interessi. Il compito del qāḍī era valutare le prove, stabilire i fatti del caso ed emettere una sentenza basata sulle disposizioni pertinenti della giurisprudenza islamica. Nel caso in cui non fosse stato chiaro come applicare la legge al caso, il qāḍī doveva sollecitare una fatwa da parte di un mufti. Poiché la teoria giuridica islamica non riconosce la distinzione tra diritto privato e pubblico, le procedure giudiziarie erano identiche per cause civili e penali, e richiedevano che fosse un querelante privato a fornire le prove contro l'imputato. Il principale tipo di prova era la testimonianza orale. I requisiti probatori per i casi penali erano così rigorosi che spesso era difficile ottenere una condanna anche in casi apparentemente chiari. La maggior parte degli storici ritiene che, a causa di queste severe norme procedurali, i tribunali dei qāḍī abbiano perso già nei primi tempi la giurisdizione su questi casi, che furono invece trattati da altri tribunali.
Se un'accusa non portava a una sentenza in un tribunale del qāḍī, il querelante poteva spesso perseguirla in un altro tipo di tribunale chiamato mazalim, amministrato dal consiglio del sovrano. La motivazione dell'esistenza dei tribunali mazalim (lett. "torti" o "lamentele") era quello di affrontare i torti che i tribunali della sharīʿa non erano in grado di risolvere, comprese le denunce contro funzionari governativi. I giuristi islamici erano spesso presenti e un giudice presiedeva il tribunale come delegato del sovrano. Le sentenze dei mazalim dovevano conformarsi allo spirito della sharīʿa, ma non erano vincolate dall'interpretazione letteraria della legge né dalle restrizioni procedurali dei tribunali dei qāḍī.
La polizia (shurta), impiegata nella prevenzione e nell'investigazione dei crimini, gestiva propri tribunali. Come i tribunali mazalim, anche quelli della polizia non erano vincolati dalle regole della sharīʿa e avevano il potere di infliggere punizioni discrezionali. Un altro ufficio per il mantenimento dell'ordine pubblico era il muhtasib (ispettore dei mercati), incaricato di prevenire le frodi nelle transazioni economiche e le infrazioni contro la morale pubblica. Il muhtasib svolgeva un ruolo attivo nel perseguire questi tipi di reati e comminava punizioni basate sulla consuetudine locale.

### Contesto socio-politico
Il tessuto sociale delle società islamiche premoderne era in gran parte definito da comunità coese, organizzate attorno a gruppi legati da parentele e quartieri locali. I conflitti tra individui potevano facilmente degenerare in scontri tra i rispettivi gruppi e perturbare la vita dell'intera comunità. Il ricorso al tribunale era considerato l'ultima risorsa, da usare solo nei casi in cui la mediazione informale non avesse avuto successo. Questo atteggiamento era riflesso dal detto "la conciliazione amichevole è il miglior verdetto" (al-sulh sayyid al-ahkam). Nelle controversie giudiziarie, i giudici erano generalmente meno interessati alla dottrina giuridica rispetto al raggiungimento di un esito che permettesse ai contendenti di riappacificarsi e riprendere i loro rapporti sociali preesistenti. Ciò, spesso, poteva essere ottenuto evitando di giungere ad una sconfitta totale per la parte perdente o semplicemente offrendo la possibilità di esporre pubblicamente la propria posizione e ottenere una forma di rivalsa psicologica. La legge islamica richiedeva che i giudici conoscessero le consuetudini locali, ed essi esercitavano anche numerose altre funzioni pubbliche nella comunità, tra cui mediazione e arbitrato, supervisione di opere pubbliche, revisione dei bilanci dei waqf e tutela degli interessi degli orfani.

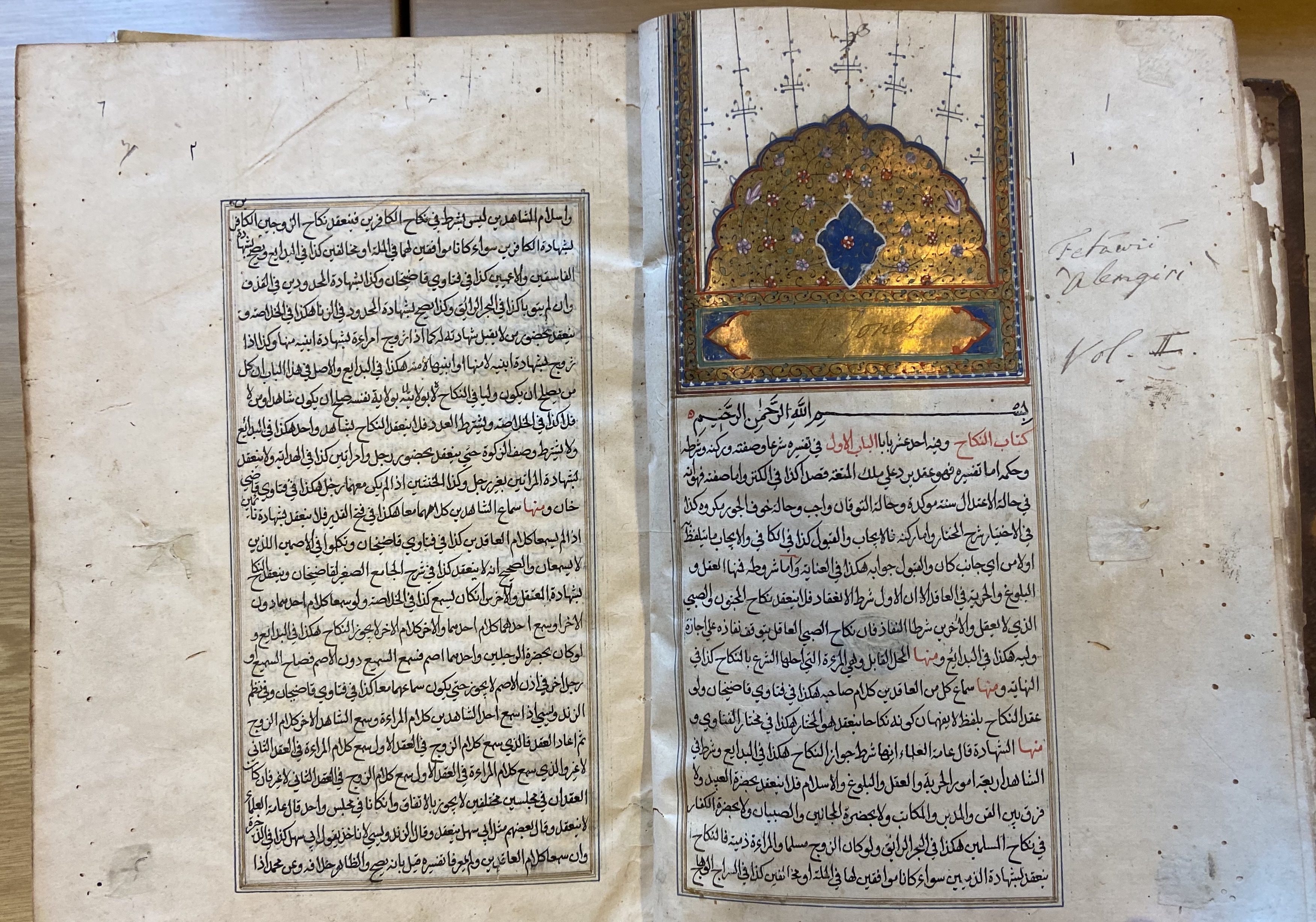
Manoscritto delle Fatawa-e-Alamgiri

A differenza di altre culture premoderne, in cui era la dinastia regnante a promulgare le leggi, il diritto islamico fu elaborato dagli studiosi religiosi senza l’intervento dei sovrani. La legge traeva autorità non dal controllo politico, ma dalle posizioni dottrinali collettive delle scuole giuridiche (madhhab) in quanto interpreti delle scritture. Gli ulema (dotti religiosi) erano coinvolti nella gestione degli affari comunitari e agivano come rappresentanti della popolazione musulmana nei confronti delle dinastie regnanti, le quali, antecedentemente dell'epoca moderna, avevano una capacità limitata di governo diretto. Le stesse élite militari si affidavano agli ulema per ottenere legittimazione religiosa, e il sostegno finanziario alle istituzioni religiose era uno dei principali mezzi attraverso cui tali ceti consolidavano la propria autorità. Sebbene il rapporto tra potere secolare e autorità religiosa abbia subito variazioni nei diversi luoghi e periodi, tale interdipendenza ha caratterizzato la storia islamica fino all’inizio dell’era moderna. Inoltre, poiché la sharīʿa conteneva poche disposizioni nell'ambito del diritto pubblico, i sovrani musulmani ebbero occasione di legiferare sulle materie economiche, penali e amministrative al di fuori della giurisdizione dei giuristi; il più famoso di questi corpi normativi è il qanun promulgato dai sultani ottomani a partire dal XV secolo. L’imperatore Moghul Aurangzeb (regnate tra il 1658 e il 1707) emanò un corpo giuridico ibrido noto come Fatawa-e-Alamgiri, basato sulle fatwa hanafite e sulle decisioni dei tribunali islamici, rendendolo applicabile a tutte le comunità religiose del subcontinente indiano. Questo precoce tentativo di trasformare la legge islamica in una legislazione statale semi-codificata provocò diversi malcontenti che sfociarono in ribellioni contro il dominio Moghul.

#### Donne, non musulmani, schiavi

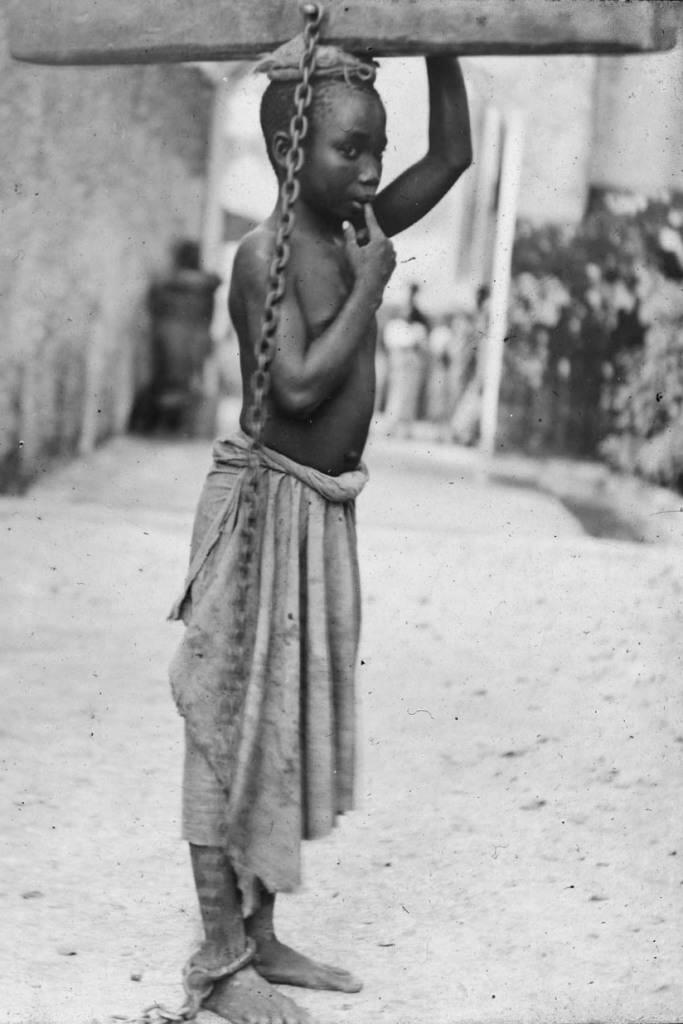
Zanzibar: schiavo bambino condannato al trasporto di legna da un padrone arabo nel Sultano, 1890

Sia nelle norme delle controversie civili che nell'applicazione del diritto penale, la sharīʿa tradizionale fa distinzione tra uomini e donne, tra musulmani e non musulmani, e tra persone libere e schiavi.
Il diritto islamico tradizionale presupponeva una società patriarcale con un uomo a capo della famiglia. Le diverse scuole giuridiche formularono norme variabili che potevano essere sfruttate sia a vantaggio degli uomini che delle donne, ma in generale quest'ultime erano svantaggiate nelle regole sull'eredità e sulla capacità di testimoniare, tanto che in alcuni casi la testimonianza femminile era considerata di valore pari alla metà di quella maschile. Vari obblighi finanziari imposti al marito, tuttavia, fungevano da deterrente contro il ripudio unilaterale e fornivano spesso alla moglie un certo potere contrattuale nei procedimenti di divorzio. Le donne erano attive nei tribunali della sharīʿa come querelanti e convenute in un’ampia varietà di casi, sebbene spesso preferivano essere rappresentate da un parente maschio.
La sharīʿa era pensata per regolare gli affari della comunità musulmana. I non musulmani residenti sotto il dominio islamico avevano lo status giuridico di dhimmi, che comportava una serie di protezioni, restrizioni, libertà e disuguaglianze legali, incluso il pagamento della tassa dedicata, detta jizya. Le comunità di dhimmi godevano di autonomia giuridica per dirimere le loro questioni interne ma, quando le cause che coinvolgevano litiganti di due diversi gruppi religiosi, esse rientravano nella giurisdizione dei tribunali della sharīʿa, dove (a differenza dei tribunali secolari) la testimonianza di un non musulmano contro un musulmano non era ammissibile nei procedimenti penali o talvolta in nessun caso. Questo impianto legale fu, tuttavia, applicato con gradi diversi di rigore. In certi periodi o in talune città, sembra che a tutti gli abitanti potessero ricorrere allo stesso tribunale indipendentemente dall'appartenenza religiosa. Sappiamo che l'imperatore moghul Aurangzeb impose la legge islamica a tutti i suoi sudditi, incluse le norme tradizionalmente applicabili solo ai musulmani, mentre appare dimostrato che alcuni suoi predecessori e successori potessero aver abolito la jizya. Secondo documenti ottomani, le donne non musulmane ricorrevano ai tribunali islamici quando si aspettavano un esito più favorevole su questioni matrimoniali, di divorzio e di proprietà rispetto ai tribunali cristiani o ebraici. Nelle varie epoche, i non musulmani residenti nell'Impero ottomano, si dimostrarono più o meno inclini a utilizzare i tribunali islamici. Ad esempio, nel 1729 solo il due percento dei casi trattati presso il tribunale islamico di Galata coinvolgeva non musulmani, mentre nel 1789 essi costituivano il trenta percento. I registri dei tribunali ottomani riportano anche l’uso dei tribunali islamici da parte di donne di altre fedi. Dal momento che, nell'Impero Ottomano, era illegale per un non musulmano possedere uno schiavo musulmano o per un uomo non musulmano sposare una donna musulmana, la conversione all'Islam poteva rappresentare per una donna non musulmana un modo per liberarsi da un marito o padrone. Tuttavia, ciò avrebbe probabilmente comportato l’emarginazione dalla propria comunità di origine.

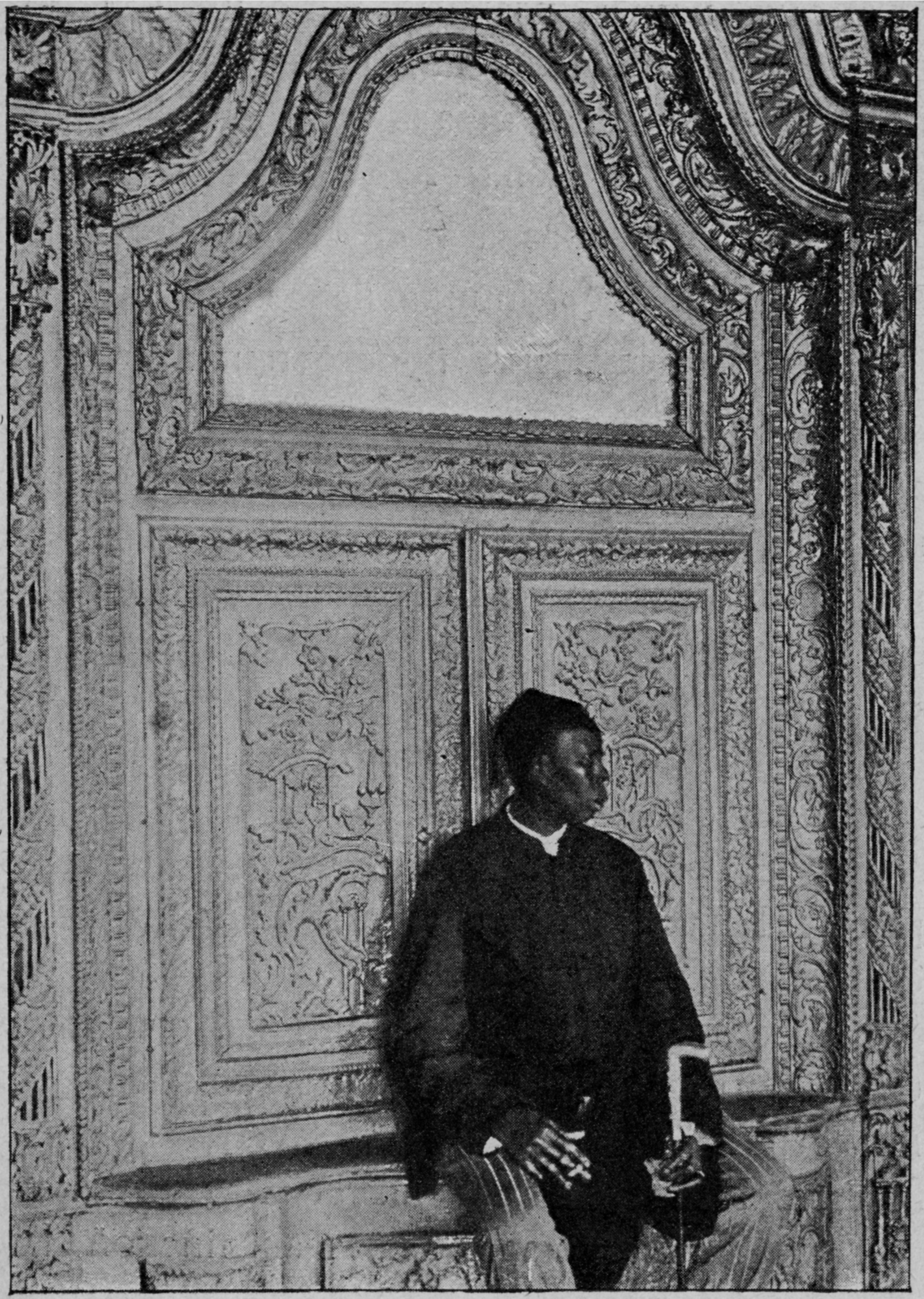
Eunuco capo di Abdul Hamid II (1912)

La giurisprudenza islamica (fiqh) classica, riconosceva e regolava la schiavitù come istituzione legittima. Esso però garantiva agli schiavi alcuni diritti e tutele, migliorandone lo status rispetto al diritto greco e romano, oltre a limitare i casi in cui era ammessa la riduzione in schiavitù. Tuttavia, agli schiavi rimaneva interdetta la possibilità di ereditare o di stipulare contratti, ed erano sempre soggetti alla volontà del padrone in diversi ambiti. Il lavoro e i beni dello schiavo appartenevano al padrone, che aveva anche diritto alla sottomissione sessuale delle schiave nubili.
Le diseguaglianze giuridiche formali per alcuni gruppi convivevano con una cultura giuridica che vedeva nella sharīʿa un riflesso di principi universali di giustizia, inclusa la protezione dei deboli contro le ingiustizie dei potenti. Questa concezione era rafforzata dalla prassi storica dei tribunali islamici, dove i contadini "quasi sempre" vincevano le cause contro i proprietari terrieri oppressivi, e i non musulmani prevalevano spesso anche in cause contro musulmani, inclusi personaggi potenti come il governatore della loro provincia. In ambito familiare, il tribunale della sharīʿa era visto come un luogo dove le donne potevano far valere i propri diritti contro le trasgressioni del marito.

## Riforme giuridiche moderne

### Durante il dominio coloniale

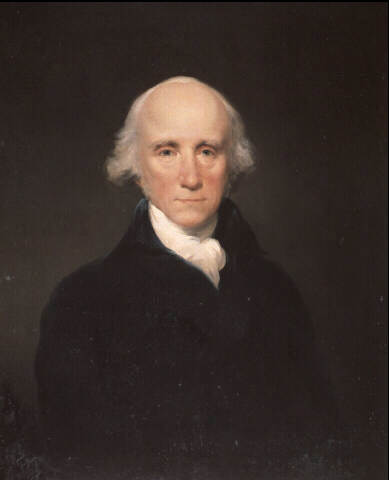
Il governatore del Bengala Warren Hastings avviò ampie riforme giuridiche nell'India britannica.

A partire dal XVII secolo, le potenze europee iniziarono ad estendere la loro influenza politica sui territori governati da dinastie musulmane, e alla fine del XIX secolo gran parte del mondo islamico cadde sotto dominio coloniale. Le prime aree del diritto islamico a essere influenzate furono solitamente quelle commerciali e penali, in quanto ostacolavano maggiormente l’amministrazione coloniale e quindi vennero presto sostituite da norme di matrice europea. Anche negli Stati musulmani che mantennero formalmente l’indipendenza, le leggi commerciali islamiche furono rimpiazzate da leggi europee (principalmente francesi), poiché questi Stati dipendevano sempre più dal capitale occidentale e non potevano permettersi di perdere gli affari dei mercanti stranieri, i quali rifiutavano di sottostare alla normativa islamica.
I primi cambiamenti significativi al sistema legale dell'India britannica furono avviati alla fine del XVIII secolo dal governatore del Bengala Warren Hastings. Il piano di riforma prevedeva un sistema giudiziario a più livelli per la popolazione musulmana, con un livello intermedio di giudici britannici affiancati da giuristi islamici locali, e uno inferiore composto da tribunali gestiti da qadi. Hastings commissionò anche una traduzione del classico manuale di fiqh hanafita, Al-Hidayah, dall'arabo al persiano e successivamente in inglese, poi integrato da altri testi.
Queste traduzioni permisero ai giudici britannici di emettere verdetti in nome della legge islamica basandosi su una combinazione di regole della sharīʿa e dottrine del common law, eliminando la necessità di consultare gli ulema locali, dei quali si fidavano poco. Nel contesto islamico tradizionale, un testo conciso come Al-Hidayah veniva utilizzato come base per il commento in aula da parte di un giurista, e le dottrine apprese venivano poi applicate in tribunale con discrezione giudiziaria, tenendo conto delle consuetudini locali e della disponibilità di opinioni giuridiche diverse adatte al caso concreto. L’uso britannico di Al-Hidayah, che equivaleva a una codificazione involontaria della sharīʿa, e la sua interpretazione da parte di giudici formati nella tradizione giuridica occidentale anticiparono le successive riforme legali nel mondo musulmano.
Gli amministratori britannici ritenevano che le regole della sharīʿa permettessero troppo spesso ai criminali di sfuggire alla punizione, come dimostra la lamentela di Hastings secondo cui la legge islamica era "fondata sui principi più indulgenti e su un'avversione per lo spargimento di sangue". Nel corso del XIX secolo, le leggi penali e altri aspetti del sistema giuridico islamico in India furono progressivamente sostituiti dal diritto britannico, fatta eccezione per alcune norme della sharīʿa mantenute nel diritto di famiglia e in alcune transazioni patrimoniali.  
Tra le altre modifiche, queste riforme portarono all’abolizione della schiavitù, al divieto dei matrimoni infantili e a un uso molto più frequente della pena capitale.
Il sistema giuridico risultante, noto come "diritto anglo-musulmano", fu considerato dai britannici un modello per le riforme legali nelle altre colonie. Come avvenne in India, le amministrazioni coloniali cercavano solitamente di ottenere informazioni precise e autorevoli sulle leggi indigene, il che le spinse a preferire i testi classici del diritto islamico rispetto alla prassi giudiziaria locale. Ciò, insieme alla loro concezione della legge islamica come un insieme di regole inflessibili, portò a un'enfasi sulle forme tradizionaliste della sharīʿa che nel periodo precoloniale non erano applicate in modo rigoroso e che influenzarono profondamente le dinamiche identitarie del mondo musulmano moderno.

### Impero ottomano

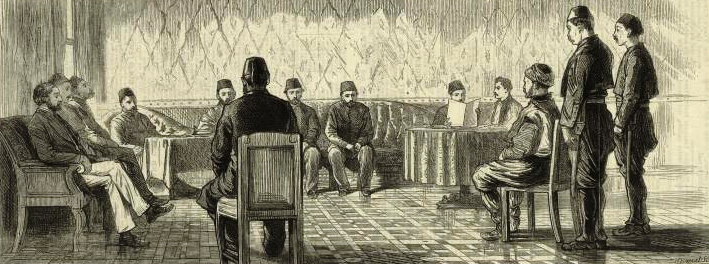
Un'aula di tribunale ottomana (disegno del 1879)

Durante l'era coloniale, i sovrani musulmani giunsero alla conclusione che non potevano resistere alla pressione europea se non modernizzando i loro eserciti e costruendo stati centralizzati secondo modelli occidentali. Nell'Impero ottomano, i primi cambiamenti in ambito giuridico riguardarono il collocamento sotto il controllo statale dei waqf, precedentemente indipendenti. Questa riforma, approvata nel 1826, arricchì il tesoro pubblico, riducendo il sostegno finanziario all'insegnamento giuridico islamico tradizionale. Nella seconda metà del XIX secolo fu istituito un nuovo sistema gerarchico di tribunali secolari per integrare e infine sostituire la maggior parte dei tribunali religiosi. Gli studenti che aspiravano a carriere giuridiche in questo nuovo sistema preferivano sempre più le scuole secolari rispetto al percorso tradizionale, le cui prospettive economiche andavano diminuendo.
Le riforme del Tanzimat nel XIX secolo comportarono la riorganizzazione sia del diritto civile islamico sia del diritto penale sultanico secondo il modello del Codice napoleonico. Negli anni 1870 fu prodotta una codificazione del diritto civile e della procedura (esclusi matrimonio e divorzio), chiamata Mejelle, destinata all'uso nei tribunali sia religiosi sia secolari. Fu adottata la lingua turca per facilitare la nuova classe giuridica, che non possedeva più la conoscenza nell'arabo della giurisprudenza tradizionale. Il codice si basava sulla legge hanafita, ma i suoi autori selezionarono opinioni minoritarie quando le ritenevano più adatte alle "condizioni presenti". La Mejelle fu promulgata come qanun (codice sultanico), rappresentando un'affermazione senza precedenti dell'autorità statale sul diritto civile islamico, tradizionalmente riservato agli ulema. La Legge ottomana dei diritti familiari del 1917 adottò un approccio innovativo, traendo regole da opinioni maggioritarie e minoritarie di tutte le scuole sunnite con intento modernizzatore. La Repubblica di Turchia, emersa dopo la dissoluzione dell'Impero ottomano, abolì i tribunali della sharīʿa e sostituì il diritto civile ottomano con il Codice civile svizzero, ma le leggi civili ottomane rimasero in vigore per decenni in Giordania, Libano, Palestina, Siria e Iraq.

### Stati nazionali

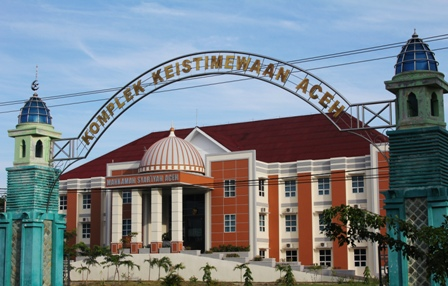
Mahkamah Syariyah (tribunale della sharīʿa) in Aceh, Indonesia

L'occidentalizzazione delle istituzioni giuridiche e l'espansione del controllo statale su tutte le aree del diritto, iniziata durante l'era coloniale, proseguirono con l'affermarsi degli stati-nazione del mondo musulmano. Inizialmente, i tribunali della sharīʿa continuarono a coesistere con quelli statali, come nei tempi precedenti, ma la dottrina secondo cui i tribunali sultanici dovevano applicare i precetti religiosi fu gradualmente sostituita da norme giuridiche importate dall'Europa. Anche le procedure processuali andarono incontro alla stessa sorte e furono allineate alla prassi europea. Sebbene i termini islamici qadi e mahkama (giudice/tribunale della sharīʿa) fossero stati mantenuti, vennero a significare giudice e tribunale nel senso occidentale. Mentre nei tribunali tradizionali tutte le parti si rappresentavano da sole, nei tribunali moderni iniziarono ad essere rappresentate da avvocati professionisti formati in scuole di diritto di stile occidentale, mentre le sentenze divennero soggette a revisione da parte di una corte d'appello. Nel XX secolo, la maggior parte dei paesi abolì i sistemi paralleli di tribunali della sharīʿa, unificando tutti i casi sotto un sistema giudiziario civile nazionale.
Nella maggior parte dei paesi a maggioranza musulmana, le norme tradizionali del fiqh classico sono state largamente conservate solo nel diritto di famiglia. In alcuni paesi, minoranze religiose come i cristiani o i musulmani sciiti sono stati soggetti a sistemi distinti di diritto familiare. Molti musulmani oggi credono che le leggi contemporanee basate sulla sharīʿa rappresentino fedelmente la tradizione giuridica premoderna. In realtà, esse sono generalmente il risultato di estese riforme legali compiute in epoca moderna. Mentre i giuristi islamici tradizionali perdevano il ruolo di interpreti autorevoli delle leggi applicate nei tribunali, queste venivano codificate dai legislatori e amministrate da apparati statali che impiegavano vari strumenti per introdurre cambiamenti, tra cui:
- La selezione di opinioni alternative tratte dalla letteratura giuridica tradizionale (takhayyur), eventualmente tra più scuole o denominazioni, e la combinazione di parti di decisioni diverse (talfiq).[75][76]
- Il ricorso ai classici concetti di necessità (darura), interesse pubblico (maslaha) e obiettivi (maqasid) della sharīʿa, che nel fiqh classico avevano un ruolo limitato ma venivano ora applicati in chiave utilitaristica.[71][75][76]
- Modifiche al diritto amministrativo che conferiscono ai tribunali poteri discrezionali per limitare pratiche non vietate dal diritto sostanziale (ad esempio la poligamia), talvolta imponendo sanzioni penali come deterrente aggiuntivo.[75][76]
- Un'interpretazione modernista delle fonti islamiche senza aderire alle metodologie giuridiche tradizionali, nota come neo-ijtihad.[75][76]

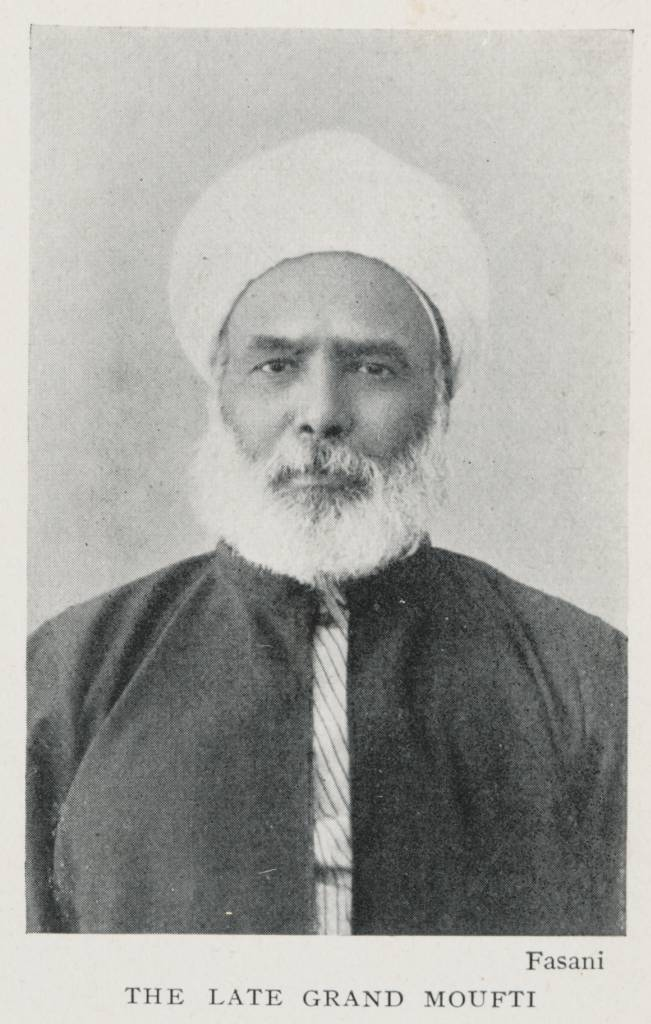
Muhammad Abduh esercitò una forte influenza sul pensiero riformista liberale.

L'influenza più significativa sul pensiero riformista liberale provenne dal lavoro del giurista egiziano Muḥammad ʿAbduh (1849–1905). Abduh riteneva che solo le norme della sharīʿa relative ai riti religiosi fossero inflessibili, mentre le altre dovessero essere adattate alle circostanze, in vista del benessere sociale. Seguendo il precedente di pensatori islamici più antichi, egli auspicava un ritorno alla purezza originaria dell'Islam attraverso il riferimento diretto al Corano e alla sunna, invece di seguire le scuole medievali di giurisprudenza. Promosse un approccio creativo all'ijtihad che comprendeva l'interpretazione diretta delle scritture e l'uso di takhayyur e talfiq.
Una delle figure più influenti nelle riforme giuridiche moderne fu il giurista egiziano Abd El-Razzak El-Sanhuri (1895–1971), esperto sia di diritto islamico che occidentale. Sanhuri sosteneva che per rivitalizzare il patrimonio giuridico islamico al servizio della società moderna fosse necessaria un'analisi secondo la scienza moderna del diritto comparato. Redasse i codici civili di Egitto (1949) e Iraq (1951) basandosi su una varietà di fonti, tra cui il fiqh classico, il diritto europeo, i codici arabi e turchi esistenti e la storia delle sentenze dei tribunali locali. Il codice egiziano di Sanhuri incorporò poche norme della sharīʿa classica, mentre nel codice iracheno fece maggiore ricorso alla giurisprudenza tradizionale. I codici di Sanhuri furono successivamente adottati in varie forme dalla maggior parte dei paesi arabi.
A parte le riforme radicali del diritto di famiglia islamico realizzate in Tunisia (1956) e Iran (1967), i governi spesso preferirono introdurre cambiamenti che rompessero con la sharīʿa tradizionale imponendo ostacoli amministrativi piuttosto che modificare le regole sostanziali, per ridurre l'opposizione dei conservatori religiosi. Diverse modifiche procedurali sono state adottate in vari paesi per limitare la poligamia, ampliare i diritti delle donne nel divorzio e abolire i matrimoni infantili. Il diritto successorio è rimasto il settore meno soggetto a riforma, poiché i legislatori sono stati generalmente riluttanti a intervenire sul complesso sistema delle quote coraniche. Alcune riforme hanno incontrato una forte opposizione conservatrice. Per esempio, la riforma del diritto di famiglia egiziano del 1979, promulgata da Anwar Sadat tramite decreto presidenziale, suscitò forti proteste e fu annullata nel 1985 dalla corte suprema per vizi procedurali, per poi essere sostituita da una versione di compromesso. La riforma del 2003 del diritto di famiglia marocchino, che mirava a conciliare i diritti umani universali con il patrimonio islamico del paese, fu redatta da una commissione composta da parlamentari, studiosi religiosi e attiviste femministe, ed è stata lodata da gruppi internazionali per i diritti come esempio di legislazione progressista all'interno di un quadro islamico.

### Islamizzazione
Il risveglio islamico della fine del XX secolo ha portato il tema della sharīʿa all'attenzione internazionale attraverso numerose campagne politiche nel mondo musulmano che chiedevano la sua applicazione integrale. Diversi fattori hanno contribuito all'ascesa di questi movimenti, classificati sotto la rubrica di Islamismo o Islam politico, tra cui il fallimento dei regimi secolari autoritari nel soddisfare le aspettative dei cittadini e il desiderio delle popolazioni musulmane di tornare a forme di organizzazione socio-politica culturalmente più autentiche, di fronte a una percepita invasione culturale da parte dell'Occidente. Leader sciiti come Ayatollah Khomeini hanno attinto alla retorica anticolonialista di sinistra, inquadrando la loro richiesta di un ritorno alla sharīʿa integrale come una lotta di resistenza. Hanno accusato i leader secolari di corruzione e comportamento predatorio, sostenendo che il ripristino della tradizione giuridica avrebbe sostituito i governanti dispotici con leader pii impegnati per la giustizia sociale ed economica. Nel mondo arabo, queste posizioni sono spesso sintetizzate nello slogan «L’Islam è la soluzione» (al-Islam huwa al-hall).
L’applicazione integrale della sharīʿa si riferisce teoricamente all'estensione della sua portata a tutti i campi del diritto e a tutte le aree della vita pubblica. Nella pratica, le campagne di islamizzazione si sono concentrate su alcune questioni molto visibili associate all'identità musulmana conservatrice, in particolare all'hijab femminile e le pene criminali hudud (fustigazione, lapidazione e amputazione) prescritte per certi crimini. Per molti islamisti, le pene hudud sono al cuore della sharīʿa divina perché sono specificate letteralmente dalle Scritture, e non da interpretazioni umane. Gli islamisti moderni hanno spesso respinto, almeno in teoria, i rigorosi vincoli procedurali sviluppati dai giuristi classici per limitarne l'applicazione. Per la popolazione musulmana, le richieste di applicazione integrale della sharīʿa rappresentano spesso, più che rivendicazioni specifiche, una visione vaga della sostituzione dell'attuale situazione economica e politica con una «giusta utopia».
Diversi paesi hanno introdotto riforme legali sotto l'influenza di questi movimenti, a partire dagli anni 1970, quando Egitto e Siria hanno modificato le loro costituzioni per indicare la sharīʿa come fonte della legislazione. La rivoluzione iraniana del 1979 ha rappresentato una svolta per i sostenitori dello sciismo, dimostrando che era possibile sostituire un regime secolare con una teocrazia. Diversi paesi, tra cui Iran, Pakistan, Sudan e alcuni stati della Nigeria, hanno incorporato norme hudud nei loro sistemi penali, che tuttavia hanno mantenuto le influenze fondamentali delle precedenti riforme occidentalizzanti. Nella pratica, tali cambiamenti sono stati in gran parte simbolici e, salvo alcuni casi portati a processo per dimostrare che le nuove norme erano applicate, le pene hudud sono cadute in disuso, per poi essere occasionalmente riesumate a seconda del clima politico locale. Le corti supreme del Sudan e dell’Iran hanno raramente approvato verdetti di lapidazione o amputazione, mentre quelle del Pakistan e della Nigeria non lo hanno mai fatto. Tuttavia, le campagne di islamizzazione hanno avuto ripercussioni anche in altre aree del diritto, portando alla limitazione dei diritti delle donne e delle minoranze religiose, e nel caso del Sudan contribuendo allo scoppio di una guerra civile.
I sostenitori dell'islamizzazione si sono spesso mostrati più interessati all'ideologia che alla giurisprudenza tradizionale, e non vi è accordo tra loro su quale forma dovrebbe assumere uno "Stato islamico" moderno basato sulla sharīʿa. Questo è particolarmente evidente tra i teorici dell’economia islamica e della finanza islamica, che hanno sostenuto sia modelli economici di libero mercato che socialisti. La nozione di finanza "conforme alla sharīʿa" è diventata un ambito attivo di innovazione dottrinale, e il suo sviluppo ha avuto un impatto significativo sulle operazioni economiche a livello globale.

## Applicazioni contemporanee
Secondo vari gruppi per i diritti umani, alcune pratiche della sharīʿa classica implicano gravi violazioni dei diritti umani fondamentali, dell'uguaglianza di genere e della libertà di espressione; pertanto i paesi che adottano tali norme sono oggetto di critiche. La Corte europea dei diritti dell'uomo di Strasburgo (CEDU) ha stabilito in diverse sentenze che la sharīʿa è "incompatibile con i principi fondamentali della democrazia". Il concetto di "diritti umani" è stato categoricamente escluso dai governi di paesi come Iran e Arabia Saudita, i quali adottano la sharīʿa, sostenendo che essi appartengono ai valori secolari e occidentali, mentre alla conferenza del Cairo dell'Organizzazione della cooperazione islamica è stato dichiarato che i diritti umani possono essere rispettati solo se compatibili con l'Islam.

### Paesi a maggioranza musulmana
I sistemi giuridici della maggior parte dei paesi a maggioranza musulmana possono essere classificati come laici o misti. In quelli laici, la sharīʿa non ha alcun ruolo, mentre, in quelli misti, le norme della sharīʿa possono influenzare alcune leggi nazionali, che sono codificate e possono basarsi su modelli europei o indiani, e il ruolo legislativo centrale è svolto da politici e giuristi moderni piuttosto che dagli ulema (studiosi islamici tradizionali). L'Arabia Saudita e alcuni altri stati del Golfo Persico possiedono sistemi di sharīʿa classici, dove il diritto nazionale è in gran parte non codificato ed è formalmente equiparato alla sharīʿa, con gli ulema decisivi nella sua interpretazione. L'Iran ha adottato alcune caratteristiche dei sistemi classici della sharīʿa, mantenendo però anche aspetti dei sistemi misti, come leggi codificate e un parlamento.

#### Diritto costituzionale
Le costituzioni di molti paesi a maggioranza musulmana fanno riferimento alla sharīʿa come fonte o principale fonte del diritto, sebbene questi riferimenti non siano di per sé indicativi del grado d'influenza della sharīʿa sul sistema giuridico, né se tale influenza abbia un carattere tradizionalista o modernista. Le stesse costituzioni fanno solitamente anche riferimento a principi universali come la democrazia e i diritti umani, lasciando ai legislatori e alla magistratura il compito di stabilire come conciliare tali norme nella pratica. Al contrario, alcuni paesi, come ad esempio l'Algeria, la cui costituzione non menziona la sharīʿa, possiedono leggi familiari basate su di essa. La ricercatrice accademica Nisrine Abiad identifica Bahrain, Iran, Pakistan e Arabia Saudita come stati con "forti conseguenze costituzionali della sharīʿa sull'organizzazione e sul funzionamento del potere".

#### Diritto di famiglia
Fatta eccezione per i sistemi laici, i paesi a maggioranza musulmana possiedono leggi basate sulla sharīʿa che riguardano le questioni familiari (matrimonio, eredità, ecc.). Queste leggi riflettono generalmente l’influenza di varie riforme dell’epoca moderna e tendono a essere caratterizzate da ambiguità, con interpretazioni tradizionaliste e moderniste spesso presenti nello stesso paese, sia nella legislazione che nelle decisioni giudiziarie. In alcuni paesi (ad esempio in alcune regioni della Nigeria), le persone possono scegliere se portare un caso davanti a un tribunale religioso che applica la sharīʿa o a un tribunale laico.

#### Diritto penale
I paesi del mondo musulmano hanno generalmente codici penali influenzati dal civil law o dal common law, e in alcuni casi da una combinazione di tradizioni giuridiche occidentali. Tuttavia vi sono eccezioni. Ad esempio, l'Arabia Saudita non ha mai adottato un codice penale e i giudici sauditi seguono ancora la giurisprudenza tradizionale hanbalita. Nel corso di campagne di islamizzazione, diversi paesi (Libia, Pakistan, Iran, Sudan, Mauritania e Yemen) hanno inserito norme penali islamiche nei loro codici, altrimenti basati su modelli occidentali. In alcuni paesi sono state aggiunte solo le pene hudud, mentre altri hanno anche introdotto disposizioni relative al qisas (legge del taglione) e alla diya (compensazione monetaria). L'Iran ha successivamente promulgato un nuovo "Codice Penale Islamico". I codici penali di Afghanistan ed Emirati Arabi Uniti contengono una disposizione generale secondo cui determinati reati devono essere puniti secondo la legge islamica, senza specificare le pene. Alcuni stati della Nigeria hanno anch'essi promulgato leggi penali islamiche. Le leggi nella provincia indonesiana di Aceh prevedono l’applicazione di pene discrezionali (taʿzīr) per la violazione delle norme islamiche, ma escludono esplicitamente hudud e qisas. Nei paesi in cui le pene hudud sono legali il ricorso alla lapidazione e all'amputazione non avviene regolarmente e in genere si preferiscono altre pene.

#### Diritto di proprietà
La sharīʿa riconosce il concetto di ḥaqq. Haqq si riferisce ai diritti personali dell’individuo e al diritto di generare e accumulare ricchezza. I vari modi in cui la proprietà può essere acquisita secondo la sharīʿa sono l’acquisto, l’eredità, il testamento, l’impegno fisico o mentale, la diya e le donazioni. Alcuni concetti relativi alla proprietà secondo la sharīʿa sono mulk, waqf, mawāt e muṭaṣarrif.

### Ruolo delle fatwa

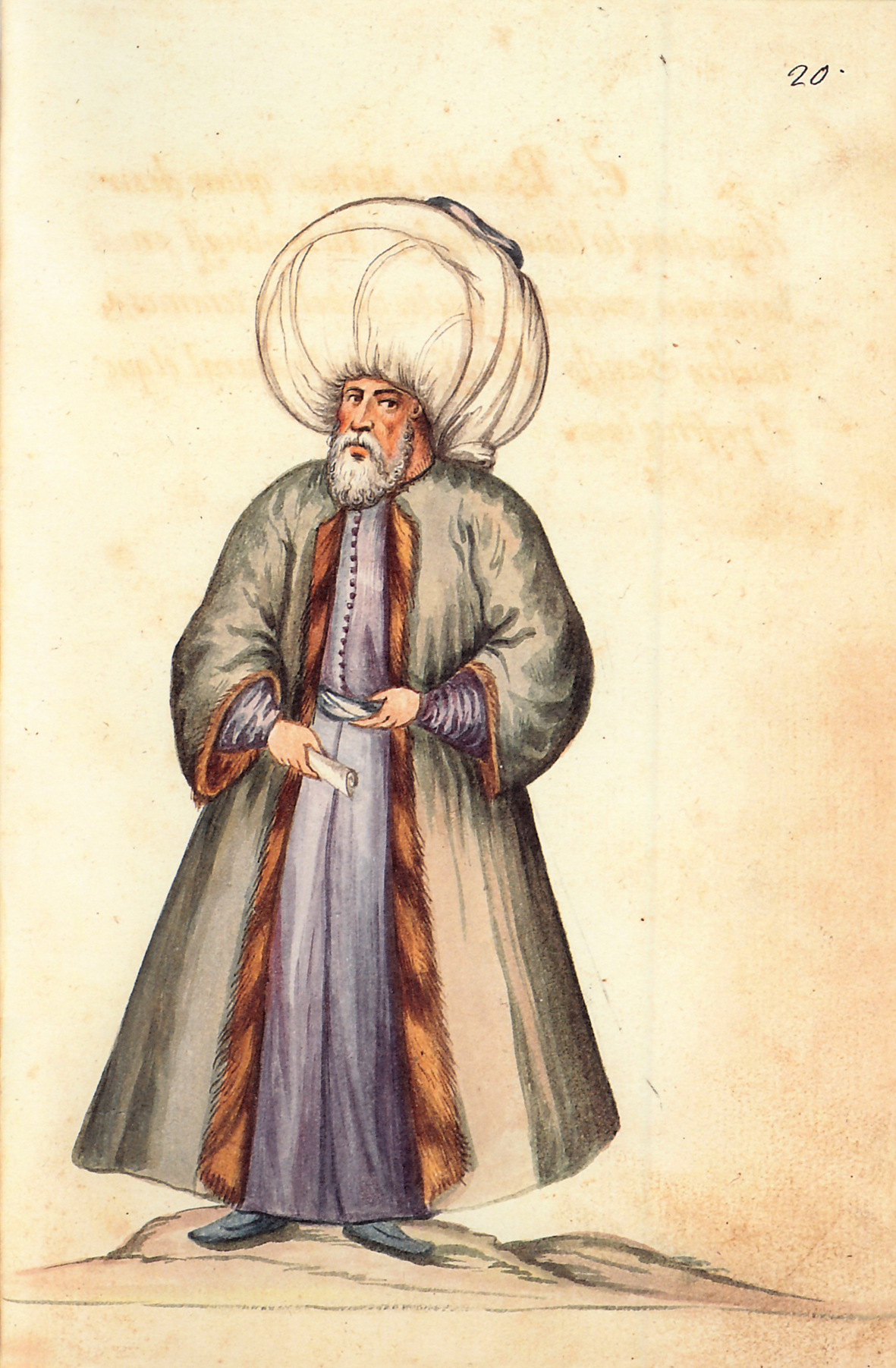
Muftì turco (disegno spagnolo del XVII secolo)

Nel mondo musulmano moderno, la diffusione delle leggi statali codificate e la formazione giuridica in stile occidentale, hanno sostituito i muftì tradizionali nel loro ruolo storico di chiarire e sviluppare le leggi applicate nei tribunali. Le fatwa hanno invece assunto sempre più la funzione di consigliare il popolo dei fedeli su altri aspetti della sharīʿa, in particolare riguardo ai riti religiosi e alla vita quotidiana. Le fatwa moderne trattano temi diversi come assicurazioni, operazioni di cambio di sesso, esplorazione lunare e consumo di birra. La maggior parte degli stati a maggioranza musulmana ha istituito organismi nazionali incaricati di emettere fatwa, che in larga misura hanno sostituito i muftì indipendenti come guide religiose per la popolazione generale. I muftì impiegati dallo stato promuovono generalmente una visione dell’Islam compatibile con la legge statale del loro paese.
Le fatwa moderne, pubbliche e politiche, hanno affrontato e talvolta suscitato controversie nel mondo musulmano e oltre. La proclamazione dell'ayatollah Khomeyni che condannava a morte Salman Rushdie per il suo romanzo I versi satanici ha portato il concetto di fatwa all'attenzione mondiale, sebbene alcuni studiosi abbiano sostenuto che non si trattasse propriamente di una fatwa. Insieme a successive fatwa militanti, essa ha contribuito alla diffusa idea errata della fatwa come condanna religiosa a morte.
Le fatwa moderne si caratterizzano per un crescente ricorso al processo di ijtihad, cioè l’elaborazione di sentenze legali basata su un’analisi indipendente anziché sulla conformità con le opinioni delle autorità giuridiche precedenti (taqlid), e alcune di esse sono emesse da individui che non possiedono le qualifiche tradizionalmente richieste a un muftì. Gli esempi più noti sono le fatwa degli estremisti militanti. Quando Osama bin Laden e i suoi affiliato emisero una fatwa nel 1998 proclamando la "guerra santa contro ebrei e crociati", molti giuristi islamici, oltre a condannarne il contenuto, sottolinearono che bin Laden non era qualificato né per emettere una fatwa né per proclamare una jihad. Nuove forme di ijtihad hanno anche dato origine a fatwa che sostengono concetti come l’uguaglianza di genere o l'interesse bancario, in contrasto con la giurisprudenza classica.
Nell’era di internet, numerosi siti web offrono fatwa in risposta a quesiti provenienti da tutto il mondo, oltre a programmi radiofonici e televisivi satellitari con fatwa in diretta. Fatwa errate o talvolta bizzarre emesse da persone non qualificati o eccentrici hanno portato a lamentele riguardo a un presunto "caos" nella pratica moderna di emissione delle fatwa. Non esiste un’autorità islamica internazionale in grado di risolvere le divergenze nell’interpretazione del diritto islamico. Un'Accademia Internazionale di Fiqh Islamico è stata creata dall'Organizzazione della Cooperazione Islamica, ma le sue opinioni legali non sono vincolanti. L'enorme quantità di fatwa prodotte nel mondo moderno testimonia l'importanza dell'autenticità islamica per molti musulmani. Tuttavia, esistono poche ricerche su quanto i musulmani riconoscano l'autorità dei diversi muftì o seguano concretamente le loro sentenze.

### Ruolo dellahisba
La dottrina classica della hisba, associata all'esortazione coranica di giova di ciò che è buono e proibisci ciò che è sbagliato, si riferisce al dovere dei musulmani di promuovere la rettitudine morale e intervenire quando un altro musulmano agisce in modo scorretto. Storicamente, la sua attuazione legale era affidata a un funzionario pubblico chiamato muhtasib (ispettore del mercato), incaricato di prevenire frodi, disordini pubblici e infrazioni alla moralità pubblica. NEll'era moderna, tale carica è scomparsa in tutto il mondo musulmano, ma è stata ripristinata in Arabia dal primo stato saudita, e successivamente istituita come Committee for the Promotion of Virtue and the Prevention of Vice (Saudi Arabia) responsabile della supervisione dei mercati e dell'ordine pubblico. A tale comitato sono stati affiancati volontari incaricati di far rispettare la partecipazione alle preghiere quotidiane, la segregazione di genere nei luoghi pubblici e una concezione conservatrice dell'hijab. Fino alla riforma del 2016, i membri del comitato erano autorizzati a trattenere i trasgressori. Con la crescente influenza internazionale del Wahhabismo, la concezione della hisba come obbligo individuale di sorvegliare l'osservanza religiosa si è diffusa, portando alla comparsa di attivisti in tutto il mondo che esortano i propri correligionari a osservare i rituali islamici, il codice di abbigliamento e altri aspetti della sharīʿa.

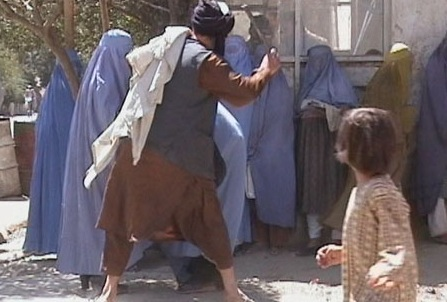
La polizia religiosa dei Talebani picchia una donna a Kabul, il 26 agosto 2001, secondo la RAWA, per aver aperto il proprio burqa (velo del viso)

In Iran, la hisba è stata inserita nella costituzione dopo la Rivoluzione del 1979 come "dovere universale e reciproco", incombente sia sul governo che sul popolo. La sua attuazione è stata affidata a comitati ufficiali e forze di volontari (basij). Altrove, l'applicazione delle varie interpretazioni riguardo alla moralità pubblica basata sulla sharīʿa, è stata applicata di diverse istituzioni, come dal Kano State Hisbah Corps nello stato di Kano in Nigeria,, dalla Wilayatul Hisbah nella provincia di Aceh in Indonesia, dal Comitato per la promozione della virtù e la prevenzione del vizio nella Striscia di Gaza e dai Talebani in Afghanistan durante i loro governi del 1996–2001 e dal 2021 a oggi (2025). Le organizzazioni di polizia religiosa tendono ad avere il sostegno delle correnti più conservatrici dell'opinione pubblica, ma le loro attività sono spesso invise ad altri segmenti della popolazione, specialmente ai liberali, alle donne che vivono in città e ai giovani.
In Egitto, una legge basata sulla dottrina della hisba aveva in passato permesso a un musulmano di citare in giudizio un altro musulmano per convinzioni ritenute dannose per la società, ma a causa dei frequenti abusi è stata modificata affinché solo il pubblico ministero possa intentare tali cause su richiesta privata. Prima della modifica, una causa di hisba intentata da un gruppo di islamisti contro il teologo liberale Nasr Abu Zayd per apostasia portò all’annullamento del suo matrimonio.

### Paesi a minoranza musulmana
La shariʿa svolge un ruolo che va oltre i riti religiosi e l'etica personale anche in alcuni paesi a minoranza musulmana. Per esempio, in Israele le leggi sul diritti di famiglia basate sulla shariʿa sono amministrate per la popolazione musulmana dal Ministero della Giustizia attraverso i tribunali della shariʿa. In India, il Muslim Personal Law (sharīʿat) Application Act prevede l’applicazione della legge islamica per i musulmani in vari ambiti, principalmente quelli del diritto di famiglia. In Inghilterra, il Muslim Arbitration Tribunal fa uso del diritto familiare islamico per dirimere controversie, sebbene tale limitat adozione della shariʿa sia oggetto di controversia. La legge è stata invocata anche in una causa per blasfemia, poi respinta, contro l'autrice femminista Nawal El Saadawi. La ḥisba è stata inoltre invocata in diversi paesi a maggioranza musulmana come giustificazione per il blocco di contenuti pornografici su Internet e per altre forme di censura basata sulla fede.

## Le cinque categorie
Per la giusta condotta sulla vita terrena le azioni umane più rilevanti sono suddivise in cinque categorie:
- obbligatorie (farḍ)
- raccomandabili (mustahahh)
- lecite (ḥalāl)
- sconsigliate (makruh)
- proibite (harām)

Questi atti hanno disposizioni "materiali o morali" nella comprensione della Sharia. L'abbandono delle azioni "considerate fard, wajib e sunnah" e il compimento di quelle proibite "considerate makruh e haram" sono penalizzate (punizioni hadd o tazir). Per esempio il pestaggio, l'imprigionamento e l'uccisione di coloro che si ostinano a non pregare (Ṣalāt) possono essere considerati in questo contesto.

## In Europa
Nel 1982 i rappresentanti di dieci centri islamici si incontrarono nella moschea Jamie di Birmingham e decisero di fondare a Leyton, a nord-est di Londra, l'Islamic Sharia Council, il primo tribunale islamico in Europa che aveva facoltà di decidere su questioni del diritto di famiglia islamico e su questioni successorie. Poiché il diritto islamico consente ai mariti di ripudiare liberamente le loro mogli, il 90% delle cause è intentato da donne che si rivolgono a un qadi (giudice) per ottenere lo scioglimento del matrimonio (nikah). Le comunità islamiche avevano tentato invano più volte di ottenere dall'autorità statuale il riconoscimento di un proprio ordinamento giuridico e, in presenza di conflitti fra questo e la legge coranica, gli imam avevano dato indicazione di rivolgersi agli arbitrati privati.
Nel 2014 le linee guida proposte dai solicitors, gli avvocati indipendenti che preparano introducono i processi, proponevano il riconoscimento della sharia nei tribunali inglesi a favore dei cittadini britannici di Fede musulmana per questioni relative al diritto di famiglia e patrimoniale.
Al 2024, l'Arbitration Act riconosce la giurisdizione di una minoranza dei tribunali islamici che intervengono in casi di dispute economiche, violenza domestica, dispute familiari e liti sull’eredità.